# Verdrag betreffende de status van vluchtelingen
Het Verdrag betreffende de status van vluchtelingen of Vluchtelingenverdrag (Convention relating to the Status of Refugees) werd op 28 juli 1951 opgesteld tijdens een door de Verenigde Naties georganiseerde conventie na voorbereidende beraadslagingen in 1950 te New York en in 1951 te Genève. Het definieert wie in aanmerking komt voor de status van vluchteling, het bepaalt dat landen die zijn aangesloten bij het verdrag asiel zullen verlenen aan personen die daar een aanvraag voor indienen en bepaalt dat aan een al dan niet als vluchteling erkende asielzoeker bepaalde rechten worden toegekend. Het verdrag bepaalt de rechten van vluchtelingen uit conflictsituaties voor 1951, terwijl een in 1967 opgesteld protocol bij de conventie ook de rechten van vluchtelingen van na die datum regelt.
Basisbeginsel van het verdrag is de regel, dat iemand die is gevlucht niet teruggestuurd mag worden naar het herkomstland als er gegronde vrees voor vervolging bestaat, het zogenaamde non-refoulement principe. Dit beginsel heeft zich in de loop van de decennia nadat het verdrag in werking is getreden, ontwikkeld tot internationaal gewoonterecht, wat betekent dat het overal ter wereld voor alle landen is gaan gelden, ook landen die niet zijn aangesloten bij het verdrag en ongeacht de status als vluchteling of niet.
Dit verdrag kwam in de plaats van de gebrekkige regelingen die er voorheen onder de Volkenbond, de voorloper van de VN, tot stand waren gekomen en stond sterk in het teken van de gebeurtenissen in de Tweede Wereldoorlog.
Het verdrag (en protocol) is anno 2023 door meer dan 145 staten ondertekend en geratificeerd, waaronder België en Nederland (voor het Europese territorium en (het protocol) voor Aruba) en alle lidstaten van de Europese Unie. Enige landen maakten een voorbehoud.

## Algemeen
In 1948 was bij de opstelling van de VN-verklaring van de Rechten van de Mens, de Universal Declaration of Human Rights, onder meer het asielrecht als mensenrecht geformuleerd.
Op grond van artikel 14 lid 1 van deze Verklaring heeft elk persoon het recht in andere landen asiel te zoeken en te genieten tegen vervolging. In de Conventie van 1951 wordt dit recht verder geconcretiseerd. Het verbiedt hen de asielzoekers uit te wijzen of terug te sturen naar het land van herkomst indien zij het risico lopen vervolgd te worden, het zogenaamde verbod op refoulement (artikel 33).
Het verdrag bepaalt tevens dat bepaalde vluchtelingen, zoals personen die in verband worden gebracht met oorlogsmisdaden en dergelijke, géén recht hebben op asiel. De oorspronkelijke conventie bepaalde alleen de rechten van Europese oorlogsvluchtelingen na de Tweede Wereldoorlog, uitgezonderd de uit Oost-Europa verdreven Duitsers. Het in 1967 opgesteld aanvullend Protocol van New York verwijderde alle eerdere geografische beperkingen uit het verdrag. Denemarken was het eerste land dat het verdrag ratificeerde, op 4 december 1952 en anno 2008 hadden 147 staten ofwel het verdrag, het protocol of beide ondertekend.
Andere belangrijke verdragen met bepalingen ten behoeve van vluchtelingen, maar zonder universele gelding, zijn het Afrikaans Vluchtelingenverdrag van de Organisatie van Afrikaanse Eenheid uit 1969, Convention Governing the Specific Aspects of Refugee Problems in Africa, en de Cartagena Declaration on Refugees by Organization of American States uit 1984.
Om het Vluchtelingenverdrag te interpreteren en waar nodig aan te vullen, stelde de UNHCR een Handboek samen waarin uitleg bij de artikelen wordt gegeven en dat met enige regelmaat wordt aangevuld met richtlijnen voor nieuwe ontwikkelingen.
De VN heeft ook een vluchtelingenorganisatie, de UNHCR, die wereldwijd bijna tienduizend mensen in dienst heeft, voor het merendeel werkzaam in buurlanden van crisisgebieden, om vluchtelingen in tijdelijke kampen onder te brengen. UNHCR had in 2021 een budget van zo’n 9,15 miljard dollar, dat jaar waren er ruim 89 miljoen mensen binnen of buiten de grenzen van hun land op de vlucht geraakt, in 2022 waren dat er in totaal 108,4 miljoen.

## Definitie van vluchteling
Het verdrag definieert een vluchteling als:

Elke persoon ... die, ten gevolge van gebeurtenissen welke vóór 1 Januari 1951 hebben plaats gevonden, en uit gegronde vrees voor vervolging wegens zijn ras, godsdienst, nationaliteit, het behoren tot een bepaalde sociale groep of zijn politieke overtuiging, zich bevindt buiten het land waarvan hij de nationaliteit bezit, en die de bescherming van dat land niet kan of, uit hoofde van bovenbedoelde vrees, niet wil inroepen, of die, indien hij geen nationaliteit bezit en ten gevolge van bovenbedoelde gebeurtenissen verblijft buiten het land waar hij vroeger zijn gewone verblijfplaats had, daarheen niet kan of, uit hoofde van bovenbedoelde vrees, niet wil terugkeren. Indien een persoon meer dan één nationaliteit bezit, betekent de term „het land waarvan hij de nationaliteit bezit" elk van de landen waarvan hij de nationaliteit bezit. Een persoon wordt niet geacht van de bescherming van het land waarvan hij de nationaliteit bezit, verstoken te zijn, indien hij, zonder geldige redenen ingegeven door gegronde vrees, de bescherming van een van de landen waarvan hij de nationaliteit bezit, niet inroept.

Bovendien geldt als "vluchteling" elke persoon die krachtens de Regelingen van 12 mei 1926 en 30 juni 1928 of krachtens de Overeenkomsten van 28 oktober 1933 en 10 februari 1938, het Protocol van 14 september 1939 of het Statuut van de Internationale Vluchtelingenorganisatie als vluchteling werd beschouwd. Dit waren de regelingen die golden onder de Volkenbond. De bedoeling hiervan was dat personen die reeds voordien een vluchtelingstatus hadden, die niet door het verdrag uit 1951 zouden verliezen.
Middels het Protocol van New York werd in 1967 de werking van het verdrag uit 1951 uitgebreid, toen er steeds meer bezwaren rezen tegen de in in de definitiebepaling van artikel 1 opgenomen tijdbepaling "gebeurtenissen, welke voor 1 januari 1951 hadden plaatsgevonden". Middels dat Protocol werd het tijdselement uit de definitiebepaling verwijderd.

## Asielaanvraag

### Asielzoeker of vluchteling
In het dagelijks taalgebruik bestaat verwarring tussen de begrippen asielzoeker en vluchteling. Strikt genomen kan iedereen die een asielaanvraag heeft ingediend asielzoeker worden genoemd, en zijn alleen diegenen als vluchteling aan te merken die voldoen aan de daarvoor geldende criteria uit artikel 1A van het verdrag: vervolging op grond van politieke overtuiging, ras of behoren tot een sociale groep. 

### Aanvraag gehonoreerd
Indien een asielaanvraag gehonoreerd wordt, is de aanvrager volgens Nederlands bestuursrecht een erkende vluchtelingen. Iemand die wel voldoet aan de criteria, maar (nog) niet als zodanig erkend is door het land waar hij asiel zoekt, voldoet wel aan de criteria en is in stricte zin dus al wel een vluchteling. Omdat asielprocedures voor erkenning soms bewijzen eisen, die niet altijd voorhanden zijn, zal ook een klein deel van de afgewezen asielzoekers mogelijk toch voldoen aan de stricte definitie van vluchteling. Dit blijkt ook omdat het soms voorkomt dat 'uitgeprocedeerde' asielzoekers later bij het Europese Hof voor de Rechten van de Mens alsnog hun oorspronkelijke asielaanvraag gehonoreerd krijgen. Of omdat ze later alsnog een bewijzend document over hun vervolging bemachtigen, waarmee ze in een nieuwe asielprocedure alsnog erkend worden.

### Aanvraag afgewezen
Een asielaanvraag kan worden afgewezen indien evident blijkt dat de aanvrager niet voldoet aan de criteria (dan heet de aanvraag manifest ongegrond), of als de asielzoeker (naar het oordeel van de ambtenaar) niet voldoende aannemelijk maakt aan die criteria te voldoen (en hij het ook niet kan bewijzen). Afwijzen kan ook omdat hij eerder neerstreek in een ander veilig land, waar dan zijn aanvraag had moeten zijn ingediend en behandeld (veilig derde land- of land van eerste ontvangst-beginsel). Vluchtelingen die hun reis naar Nederland niet onderbraken, maar slechts op doorreis via andere landen naar Nederland kwamen, behoren hier wel erkend te worden.

## Uitsluitingsgronden
Het verdrag kent tevens enkele uitsluitingsgronden (exclusion clauses'), 1D, 1E en 1F. Laatstgenoemde is de bekendste: uitsluiting wegens vermeende eigen betrokkenheid bij mensenrechtenschendingen. Nederland gebruikt (als enige in Europa) deze clausule om mensen die uit hoofde van hun functie mogelijk getuige waren van oorlogsmisdaden, te verwijten dat ze deze misdaden niet gestopt hebben, en ook niet onmiddellijk gedeserteerd zijn. De asielzoeker moet dan bewijzen, dat hij dat wel geprobeerd heeft, of niet kon vanwege gevaar. Als de asielzoeker dit niet bewezen krijgt, wordt hem op die grond vaak asiel geweigerd. Nederland onderneemt niets, om door hen opgespoorde mogelijke getuigen van oorlogsmisdrijven door te geleiden naar het Internationaal Strafhof in Den Haag, terwijl het daartoe vanwege internationale verdragen, eigenlijk wel verplicht is.
Artikelen D en E hebben betrekking op personen die reeds bescherming genieten tegen vervolging.
Artikel 1F beoogt echter asielzoekers uit te sluiten die weliswaar gegronde vrees voor vervolging hebben, doch wegens een vermoedelijke betrokkenheid bij schendingen van het oorlogsrecht, zware misdrijven en mensenrechtenschendingen geen aanspraak zouden kunnen maken op vluchtelingrechtelijke bescherming. Betreffende bepaling werd in het verdrag opgenomen omdat men wilde voorkomen dat oorlogsmisdadigers uit de Tweede Wereldoorlog bestraffing zouden kunnen ontlopen door hun toevlucht te zoeken in een land waar zij niet konden worden vervolgd, bijvoorbeeld omdat de delicten daar niet hadden plaatsgevonden en ook geen burgers uit die landen betrokken waren (territorialiteitsbeginsel in het strafrecht). De achterliggende gedachte was dat, indien althans alle andere landen die uitsluitingsgrond eveneens zouden toepassen, deze dan wel genoodzaakt zouden zijn terug te keren naar het land van herkomst en niet langer gerechtigheid konden ontlopen.

## Kritiek
Er bestaat (onder andere) in Europa kritiek op de inhoud van het Verdrag, het zou niet zijn geschreven voor de grote aantallen mensen die vanaf het begin van deze eeuw asiel aanvragen in lidstaten van de Europese Unie, met als hoogtepunt het jaar 2015 en een kleinere piek in 2020. In Nederland voegt de Adviesraad Migratie daar aan toe dat het Verdrag niet perfect is omdat er geen concreet verdeelmechanisme in is opgenomen.
In Nederland willen enkele politieke partijen, bijvoorbeeld Partij voor de Vrijheid (PVV) en Forum voor Democratie (FvD), dat Nederland het vluchtelingenverdrag opzegt. Er is door anderen op gewezen, dat de praktische en juridische werkelijkheid waarbinnen het vreemdelingenbeleid zou moeten worden uitgevoerd zonder Vluchtelingenverdrag, en dus zonder de daaruit voortvloeiende internationale samenwerking, voor landen als België en Nederland tot een ondraagbare belasting van de begroting zou leiden.
De BoerBurgerBeweging wil dat Nederland het verdrag moderniseert en als dat niet mogelijk is het opzegt, andere partijen als de Volkspartij voor Vrijheid en Democratie (VVD) en het Nieuw Sociaal Contract (NSC) willen het verdrag samen met andere landen herzien.
Wereldwijd zijn er geen harde bewijzen geleverd voor de stelling dat vluchtenlingenstromen sinds totstandkoming van het Vluchtelingenverdrag zijn gestegen. In verhouding tot de groeiende bevolkingsaantallen is het percentage aan vluchtelingen door de jaren heen ongeveer gelijk gebleven.

## Verdrag aanpassen
De mogelijkheden om de inhoud van het Verdrag te herzien, zijn voor Nederland in opdracht van de regering Rutte III in 2021 onderzocht door een commissie onder leiding van Piet Hein Donner en Maarten den Heijer. De conclusie was, kort samengevat, dat aanpassen alleen kan via de Algemene Vergadering van de Verenigde Naties, dat alle verdragspartijen het er mee eens moeten zijn (anno 2023 bijna 150) en de verdragspartners met een vetorecht daar geen gebruik van maken. Dat wordt in de praktijk voor nagenoeg onhaalbaar gehouden.

## Verdrag opzeggen
Nederland kan het Verdrag in theorie opzeggen, het gaat dan om het Koninkrijk der Nederlanden bestaand uit Nederland, Aruba, Curaçao en Sint Maarten. Er moet door de parlementen tot opzegging worden besloten. Vervolgens kan worden opgezegd door schriftelijke kennisgeving gericht aan de Secretaris-Generaal van de Verenigde Naties (art. 44 lid 1 Verdrag), de opzegging treedt een jaar na ontvangst van de berichtgeving in werking (art. 44 lid 3 Verdrag).

### Strijd met grondrechten
De Adviesraad Migratie acht opzeggen echter in strijd met de Grondwet, met andere internationale verdragen waarbij Nederland partij is en met regelgeving van de Europese Unie. Sinds de Tweede Wereldoorlog wordt de opvang van vluchtelingen door alle opeenvolgende regeringen gezien als een humanitaire opdracht. Nederland is niet alleen gebonden aan het VN-Vluchtelingenverdrag en het Protocol 1967, maar ook aan het Europees Verdrag voor de Rechten van de Mens en het asielrecht van de Europese Unie. Daarin zijn rechten opgenomen zoals het recht op asiel, het recht op menswaardige opvang, een verbod op het terugsturen van mensen die gevaar lopen (refoulement) en het recht op een asielprocedure met effectieve rechtsmiddelen. Opzegging van dit Verdrag zou naast symboolwerking dus alleen effect kunnen sorteren wanneer ook andere verdragen worden opgezegd en om onder het Europees Verdrag van de Mensenrechten uit te komen zou Nederland uit de Europese Unie moeten treden. Maar dan staat er nog het internationaal gewoonterecht met onder andere het beginsel dat vluchtelingen wereldwijd recht hebben op bescherming tegen refoulement, ofwel terugzending naar een land waar men vervolgd wordt. Gewoonterecht kan niet worden opgezegd. Dat kan alleen veranderen als er decennialang in de praktijk een andere lijn wordt gevolgd en dit in de hoogste rechtspraak wordt bevestigd.

### Quota
Op grond van deze verdragen en regelgeving is het gebruik van quota met een harde bovengrens voor het aantal asielmigranten dat spontaan naar Nederland komt niet mogelijk. Bij iedereen die in Nederland asiel aanvraagt moet op basis van deze verdragen en de regelgeving individueel worden getoetst of recht bestaat op bescherming. In België stelde de Dienst Vreemdelingenzaken in 2018 op instructie van de toenmalig staatssecretaris voor Asiel en Migratie een dagmaximum in voor de mogelijkheid tot het doen van een asielaanvraag. Enkele organisaties legde de kwestie voor aan de bestuursrechter omdat de maatregel de toegang tot asiel voor een groep mensen feitelijk onmogelijk zou maken. De Belgische Raad van State stelde hen in het gelijk. De quotumregeling werd vervolgens ingetrokken.